# Samsung Galaxy Tab S 10.5
Samsung Galaxy Tab S 10.5 je 10,5palcový Android tablet, který vyrábí a prodává společnost Samsung Electronics. Tablet spadá do série Samsung Galaxy Tab S a do nadřazené série Samsung Galaxy Tab. Samsung Galaxy Tab S má verzi s 8,4 nebo 10,5palcovou obrazovkou. To bylo oznámeno dne 12. června 2014, a byla vydána v červenci 2014. Je to Samsung je první 10,5palcový tablet, který je zaměřen tak, aby byl přímým konkurentem proti iPad Air.

## Historie
Galaxy Tab S 10.5 byl představen dne 12. června 2014 spolu s Galaxy Tab S 8.4 na Samsung Galaxy Premier 2014 v New Yorku.

## Funkce
Galaxy Tab S 10.5 je vydán s operačním systémem Android 4.4.2 Kitkat. Samsung má vlastní rozhraní s jeho TouchWiz Nature UX 3.0 software. Samsung má vlastní nadstavbu, která se jmenuje TouchWiz Nature UX 3.0 software. Tablet obsahuje standardní Google aplikace a aplikace od Samsungu (ChatON, S Suggest, S Voice, S Překladač, S Plánovač, WatchON, Smart Stay, Multi-Window, Group Play, All Share Play, Samsung Magazine, Professional pack, režim Více uživatelů, SideSync 3.0, Gear/Gear Fit manager.).
Galaxy Tab S 10.5 je k dispozici ve variantě s Wi-Fi a 4G/LTE s Wi-Fi. Úložiště se pohybuje od 16 GB do 32 GB v závislosti na modelu, velikost úložiště lze zvýšit s kartou microSDXC až na 128 GB. Talet je také vybaven 2.1 MP předním fotoaparátem bez blesku a zadním 8.0 MP AF fotoaparátem s LED bleskem. Tablet má schopnost natáčet HD videa.
Pro Samsung Galaxy Tab S byla navržena funkce "Multi Window" ("Rozdělená obrazovka"), která umožňuje spustit dvě aplikace současně, například Samsung Notes (poznámky) a YouTube.

### Aktualizace
Galaxy Tab S 10.5 WiFi dostal Android 5.0.2 Lollipop ve Francii a v Kanadě dne 17. března 2015.
Samsung oznámil, že aktualizace pro Samsung Galaxy Tab S 10.5 4G/LTE na Androidem 5.0 Lollipop bude aktualizace vydána v některých Evropských zemích během poslední poloviny dubna. Je to Slovinsko, Česká reublika, Chorvatsko a Švýcarsko.
V červnu 2015 tablet obdržel aktualizaci na Lollipop v Itálii.
V říjnu 2015 vydal Samsung aktualizaci na Android 5.0.2 pro USA.

### Aktualizace třetích stran
14.1. byla vydána neoficiální aktualizace na Android 7 Nougat pro Galaxy Tab S 10.5 Wi-Fi.